# Carl Meulenbergh
Carl Meulenbergh (* 14. September 1943 in Merkstein) ist ein deutscher Politiker (CDU), ehemaliger Landtagsabgeordneter und letzter Landrat des Kreises Aachen.

## Leben und Beruf
Nach dem Schulbesuch absolvierte er eine Ausbildung zum Landwirtschaftsgehilfen. Den Besuch der Rheinischen Höheren Landbauschule Brühl von 1962 bis 1964 schloss er als Diplom-Agraringenieur ab. Anschließend war er selbstständiger Landwirt. 
Der CDU gehörte Meulenbergh seit 1971 an. Er war in zahlreichen Parteigremien tätig.
Seit Juli 2011 ist er Aufsichtsratsvorsitzender bzw. Präsident des Aachen-Laurensberger Rennvereins e.V. (ALRV), Veranstalter des alljährlichen Weltfestes des Pferdesports, CHIO Aachen.

## Abgeordneter
Vom 31. Mai 1990 bis 15. Dezember 1997 war Meulenbergh Mitglied des Landtags des Landes Nordrhein-Westfalen. Er wurde jeweils über die Landesliste seiner Partei gewählt. Zur Stärkung der regionalen Zusammenarbeit hat er gemeinsam mit dem Oberbürgermeister der Stadt Aachen Jürgen Linden die Städteregion Aachen gegründet, einen Gemeindeverbund von Stadt und Kreis Aachen sowie neun kreisangehörigen Kommunen. Am 15. Dezember 1997 schied er aus dem Parlament aus, da er hauptamtlicher Landrat des Kreises Aachen wurde und bis zur Auflösung des Kreises 2009 blieb. Er wurde vom Städteregionsrat Helmut Etschenberg abgelöst.
Dem Rat der Stadt Herzogenrath gehörte er von 1972 bis 1990 an, dem Kreistag des Kreises Aachen seit 1975.

## Auszeichnungen
2019: Verdienstorden des Landes Nordrhein-Westfalen